# De/Vision
 (juillet 2018).
Si vous disposez d'ouvrages ou d'articles de référence ou si vous connaissez des sites web de qualité traitant du thème abordé ici, merci de compléter l'article en donnant les références utiles à sa vérifiabilité et en les liant à la section « Notes et références ».
De/Vision est un groupe de synthpop allemand, originaire de Bensheim, près de Darmstadt. Le groupe est formé en 1988 par quatre membres, Thomas Adam, Steffen Keth, Stefan Blender, et Markus Ganssert.

## Biographie

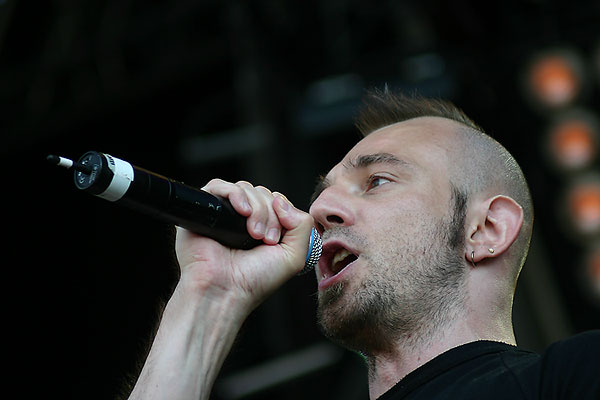
Le chanteur Steffen Keth, en 2004.

À l'origine, leur style était typiquement synthpop, avec plus tard des influences industrielles. Leur album, Noob, sorti en 2007, marque un retour vers le son synthpop. Ils chantent essentiellement en anglais, bien que quelques-unes de leurs chansons soient en allemand.
Markus quitte le groupe en 2000, après la sortie de l'album Void. La même année, Steffen se joint en tant que chanteur au groupe Green Court, rebaptisé pour l'occasion Green Court featuring De/Vision. Le reste du groupe (Thomas Adam et Steffen Keth) signent avec Drakkar Records et Sony BMG en Europe. En Amérique du Nord, ils signent d'abord avec Dancing Ferret Discs et sont présentement sous contrat avec Metropolis Records. Depuis 1994, le duo sort un album tous les 18 mois en moyenne, jusqu'à leur dernier opus, Rockets and Swords.
Le 27 janvier 2006, sort le nouvel album Subkutan. Le 24 novembre 2006, le deuxième best-of du groupe suit.
En 2016, ils sortent l'album intitulé 13. Il est suivi en 2018 par Citybeats, classé 38e des charts allemands.

## Membres

### Membres actuels
- Thomas Adam - synthétiseur, composition, chant
- Steffen Keth -  chant, composition
- Ryan Horn - guitare, voix

### Anciens membres
- Markus Ganssert (1988-2000)
- Stefan Blender (1988-1991)

## Discographie

### Albums studio
- 1994 : World Without End
- 1995 : Unversed In Love
- 1995 : Antiquity
- 1996 : Fairyland?
- 1998 : Monosex
- 1998 : Monosex (Instrumental)
- 2000 : Void
- 2000 : Void (Instrumental)
- 2001 : Two
- 2001 : Two (Instrumental)
- 2003 : Devolution
- 2003 : Devolution (Instrumental)
- 2004 : 6 Feet Underground
- 2004 : 6 Feet Underground (Instrumental)
- 2006 : Subkutan (Deluxe)
- 2006 : Subkutan (Instrumental)
- 2007 : Noob
- 2007 : Noob (Instrumental)
- 2010 : Popgefahr
- 2010 : Popgefahr + Bonus USB Stick
- 2010 : Popgefahr (Instrumental)
- 2011 : Popgefahr (Remixes)
- 2012 : Rockets and Swords
- 2012 : Rockets and Swords (Instrumental)
- 2013 : Strange Days - World Without End (CD 1)
- 2013 : Strange Days - Unversed In Love (CD 2)
- 2013 : Strange Days - Unversed In Love (CD 3)
- 2016 : 13
- 2016 : 13 Extended
- 2016 : 13 Extended (MCD)
- 2016 : 13 Extended (Remix)
- 2016 : 13 Extended (Instrumental)
- 2016 : Two (Deluxe Edition)
- 2017 : The Firing Line (Vocal Apollo Lovemachine Remix) EP
- 2018 : Citybeats
- 2018 : Citybeats (Limited Edition)
- 2025: Unfinished Tape Sessions

### EP, Tracks & Compilations
- 1990 : Your Hands On My Skin EP
- 1992 : Boy On The Street EP
- 1993 : Try To Forget EP
- 1994 : Dinner Without Grace EP
- 1994 : Love Me Again EP
- 1995 : Blue Moon EP
- 1995 : Dress Me When I Bleed EP
- 1995 : Unversed In Love + Bonus CD
- 1996 : I Regret (Promo )EP
- 1996 : I Regret EP
- 1996 : Sweet Life EP
- 1996 : Treasury...EP
- 1998 : Hear Me Calling EP
- 1998 : Strange Affection EP
- 1998 : Strange Affection - Remixes EP
- 1998 : We Fly... Tonight EP
- 1998 : We Fly... TonightE - Remixes EP
- 1998 : Zehn (Compilation)
- 1999 : Blue Moon '99 (Promo) EP
- 2000 : Foreigner (Promo) EP
- 2000 : Freedom EP
- 2000 : Shining EP
- 2000 : Subout EP
- 2001 : Heart-Shaped Tumor EP
- 2002 : Lonely Day EP
- 2002 : Remixed (Limited Edition)
- 2002 : Remixed (Limited Edition)(Bonus CD)
- 2002 : Unplugged
- 2003 : A New Dawn EP
- 2003 : Digital Dream EP
- 2003 : Drifting Sideways EP
- 2003 : Miss You More EP
- 2004 : I'm Not Dreaming Of You EP
- 2004 : Unplugged & The Motion Pictures
- 2004 : Unputdownable EP
- 2005 : The End EP
- 2005 : Turn Me On EP
- 2005 : Zeitmaschine Remixed EP
- 2006 : Best Of...
- 2006 : Love Will Find A Way EP
- 2006 : The Best Of (12 Inch Version)(Compilation)
- 2007 : Da Mals (Compilation)
- 2007 : Flavour Of The Week EP
- 2008 : 20th Anniversary Remix EP.
- 2009 : DNA Lounge Live (Bootleg) with Seabound
- 2009 : Rage - Time To Be Alive EP
- 2011 : Twisted Story EP
- 2012 : Brotherhood Of Man EP
- 2012 : Kamikase EP
- 2013 : Brother In Arms EP
- 2014 : Popgefahr (12 Inch Edition)
- 2015 : Be A Light To Yourself EP
- 2016 : Synchronize (MaBose Remix) EP
- 2018 : They Won't Silence Us EP

### Autres albums
- 1997 : Fairylive !
- 2002 : Live 95 and 96
- 2003 : Devolution Tour – Live
- 2019 : Mera Luna - Live

## DVD
- Unplugged And the Motion Pictures [PAL] (2003)
- Pictures of the Past [NTSC] (2003)